# Barrio Araujo
Barrio Araujo es un barrio y componente del Gran San Miguel de Tucumán, Provincia de Tucumán, Argentina; depende administrativamente de la Comuna de El Manantial. Como parte de El Manantial forma una de las dos extensiones del Gran San Miguel sobre el Departamento Lules, pero se encuentra diferenciada de esta ya que se encuentra contigua a la ciudad de Yerba Buena, mientras que no forma un edilicio continuo con El Manantial.
Sus límites son por el norte la calle Las Lanzas que a su vez la separa de Yerba Buena, y por el sur, este y oeste el Camino de Sirga. Existe confusión respecto de si el barrio pertenece a Lules o Yerba Buena.